# 第1回参議院議員通常選挙
第1回参議院議員通常選挙（だい1かいさんぎいんぎいんつうじょうせんきょ）は、1947年（昭和22年）4月20日に日本で行われた国会（参議院）議員の選挙である。

## 概要
この選挙は、日本国憲法の制定によって新しく設置された参議院における最初の選挙である。参議院議員の改選規定は日本国憲法第46条に定められているが、この選挙では第1期の参議院議員を選出したため、日本国憲法第102条の定めにより全議席の選出が行われ、当選者を当選順位に基づいて上位当選者と下位当選者の125人ずつ2つのグループに分けた。上位当選者の任期は規定どおりの6年として第3回参議院議員通常選挙における改選議席、下位当選者の任期は3年として第2回参議院議員通常選挙における改選議席とした。
なお、岐阜県選挙区では、定数2に立候補者が2名しかなく、無投票当選となった。そのため、どちらを上位当選者とするかはくじ引きで決定した。

## 選挙データ

### 内閣
- 第1次吉田茂内閣（第45代）

### 公示日
- 1947年（昭和22年）3月20日

### 投票日
- 1947年（昭和22年）4月20日

### 改選数
- 250
  - 地方区：150（各選挙区の得票数上位75：任期6年 下位75：任期3年）
  - 全国区：100（得票数上位50：任期6年 下位50：任期3年）

| 北海道 8 青森 2 岩手 2 宮城 2 秋田 2 山形 2 福島 4 茨城 4 栃木 4 群馬 4 埼玉 4 千葉 4 東京 8 神奈川 4 新潟 4 富山 2 石川 2 福井 2 山梨 2 長野 4 岐阜 2 静岡 4 愛知 6 三重 2 滋賀 2 京都 4 大阪 6 兵庫 6 奈良 2 和歌山 2 鳥取 2 島根 2 岡山 4 広島 4 山口 2 徳島 2 高知 2 香川 2 愛媛 2 福岡 6 佐賀 2 長崎 2 熊本 4 大分 2 宮崎 2 鹿児島 4 |

### 選挙制度
- 地方区
  - 中選挙区制：150
    - 2人区：25
    - 4人区：15
    - 6人区：04
    - 8人区：02
- 全国区
  - 大選挙区制：100

投票方法
秘密投票、単記投票、2票制（地方区・全国区）
選挙権
満20歳以上の日本国民
当初は1947年2月に公布された参議院議員選挙法附則第2条で「破産者で復権を得ない者、貧困に因り生活のため公私の救助を受け又は扶助を受ける者、一定の住居を有しない者、又は刑の執行を終り若しくは執行を受けることがなくなった者で衆議院議員の選挙権を有しない者（選挙に関する犯罪に因り刑に処せられた者を除く）と皇族と華族の戸主は、当分、この法律の規定にかかわらず、選挙権を有する」と規定されていたが、同年3月に公布された衆議院議員選挙法改正で参議院議員選挙法附則第2条が削除されたため、同条文は参議院議員通常選挙で適用されることがなかった。
被選挙権
満30歳以上の日本国民
有権者数
40,958,588（男性：19,607,513 女性：21,351,075）

## 選挙活動
立候補者数
577（地方区：331 全国区：246）

## 選挙結果

### 党派別獲得議席
| 党派                                   | 党派                     | 党派                     | 獲得 議席                | 地方区                   | 地方区     | 地方区 | 全国区     | 全国区     | 全国区 |
| 党派                                   | 党派                     | 党派                     | 獲得 議席                | 議席                     | 得票数     | 得票率 | 議席       | 得票数     | 得票率 |
| -------------------------------------- | ------------------------ | ------------------------ | ------------------------ | ------------------------ | ---------- | ------ | ---------- | ---------- | ------ |
| 与党                                   | 与党                     | 与党                     | 38                       | 30                       | 3,769,704  | 17.10% | 8          | 1,360,456  | 6.40%  |
|                                        |                          | 日本自由党               | 38                       | 30                       | 3,769,704  | 17.10% | 8          | 1,360,456  | 6.40%  |
| 野党・無所属                           | 野党・無所属             | 野党・無所属             | 212                      | 120                      | 18,279,522 | 82.90% | 92         | 19,910,716 | 93.60% |
|                                        |                          | 日本社会党               | 47                       | 30                       | 4,901,341  | 22.23% | 17         | 3,479,814  | 16.36% |
|                                        | 日本民主党               | 28                       | 22                       | 2,989,132                | 13.56%     | 6      | 1,508,087  | 7.09%      |        |
|                                        | 国民協同党               | 9                        | 6                        | 978,522                  | 4.44%      | 3      | 549,916    | 2.59%      |        |
|                                        | 日本共産党               | 4                        | 1                        | 825,304                  | 3.74%      | 3      | 610,948    | 2.87%      |        |
|                                        | 諸派                     | 13                       | 7                        | 1,058,032                | 4.80%      | 6      | 1,063,253  | 5.00%      |        |
|                                        | 無所属                   | 111                      | 54                       | 7,527,191                | 34.14%     | 57     | 12,698,698 | 59.70%     |        |
| 総計                                   | 総計                     | 総計                     | 250                      | 150                      | 22,049,226 | 100.0% | 100        | 21,271,172 | 100.0% |
| 有効票数（有効率）                     | 有効票数（有効率）       | 有効票数（有効率）       | 有効票数（有効率）       | 有効票数（有効率）       | 22,049,226 | 89.83% |            | 21,271,172 | 85.24% |
| 無効票・白票数（無効率）               | 無効票・白票数（無効率） | 無効票・白票数（無効率） | 無効票・白票数（無効率） | 無効票・白票数（無効率） | 2,497,308  | 10.17% | 3,684,218  | 14.76%     |        |
| 投票者数（投票率）                     | 投票者数（投票率）       | 投票者数（投票率）       | 投票者数（投票率）       | 投票者数（投票率）       | 24,546,534 | 61.12% |            | 24,955,390 | 60.93% |
| 棄権者数（棄権率）                     | 棄権者数（棄権率）       | 棄権者数（棄権率）       | 棄権者数（棄権率）       | 棄権者数（棄権率）       | 15,617,646 | 38.88% | 16,003,198 | 39.07%     |        |
| 有権者数                               | 有権者数                 | 有権者数                 | 有権者数                 | 有権者数                 | 40,958,588 | 100.0% |            | 40,958,588 | 100.0% |
| 選挙実施区・有権者数                   | 選挙実施区・有権者数     | 選挙実施区・有権者数     | 選挙実施区・有権者数     | 選挙実施区・有権者数     | 40,164,180 | 98.06% | 40,958,588 | 100.0%     |        |
| 無投票区・有権者数                     | 無投票区・有権者数       | 無投票区・有権者数       | 無投票区・有権者数       | 無投票区・有権者数       | 794,408    | 11.94% | 0          | 0.00%      |        |
| 出典：主要政党の変遷と国会内勢力の推移 |                          |                          |                          |                          |            |        |            |            |        |

地方区投票率：61.12％
【 男性：68.60％　女性：54.24％】
全国区投票率：60.93％
【 男性：68.44％　女性：54.03％】

### 党派別当選者内訳
| 党派                   | 党派       | 計  | 男性 | 女性 |
| ---------------------- | ---------- | --- | ---- | ---- |
|                        | 日本社会党 | 47  | 44   | 3    |
|                        | 日本自由党 | 38  | 38   | 0    |
|                        | 日本民主党 | 28  | 26   | 2    |
|                        | 国民協同党 | 9   | 8    | 1    |
|                        | 日本共産党 | 4   | 4    | 0    |
|                        | 諸派       | 13  | 12   | 1    |
|                        | 無所属     | 111 | 108  | 3    |
| 合計                   | 合計       | 250 | 240  | 10   |
| 出典：『朝日選挙大観』 |            |     |      |      |

## 政党
| 日本自由党：38議席 総裁：吉田茂 幹事長 ：大野伴睦 総務会長 ：星島二郎 参議院議員会長：板谷順助                 | | |
| 日本社会党：47議席 中央執行委員長：片山哲 書記長 ：西尾末広 政策審議会長 ：森戸辰男 国会対策委員長：浅沼稲次郎 | 日本民主党：28議席 最高委員：斎藤隆夫 芦田均 一松定吉 河合良成 木村小左衛門 犬養健 楢橋渡 幹事長 ：石黒武重 政務調査会長：矢野庄太郎 | 国民協同党：9議席 書記長：三木武夫 中央常任委員会議長：岡田勢一 副書記長 ：早川崇 政務調査会長 ：船田享二 |
| 日本共産党：4議席 書記長：徳田球一 政治局員：志賀義雄 野坂参三                                                 | | |

諸派：13議席
- 2議席（2団体）

民主政治会　　　：藤森真治、赤木正雄（いずれも兵庫）
日本民主党　　　：小林勝馬、仲子隆（全国区）
- 1議席（9団体）

咢堂会　　　　　：阿竹斎次郎（三重）
鳥取県農民総同盟：門田定蔵（鳥取）
鳥取県会　　　　：田中信義（鳥取）
革新共同党　　　：赤沢与仁（徳島）
愛媛民主党　　　：久松定武（愛媛）
一燈園光政会　　：西田天香（全国区）
親米博愛勤労党　：小川友三（全国区）
世界平和党　　　：小杉イ子（全国区）
救国同志会　　　：星野芳樹（全国区）

## 議員

### 地方区当選者
日本自由党   日本社会党   日本民主党   国民協同党   日本共産党   諸派   無所属 
※ 各選挙区上段は当選（任期6年）、下段は補欠当選（任期3年）
| 8人区  | 8人区    | 8人区    | 8人区    | 8人区      | 8人区  | 8人区    | 8人区      | 8人区    | 8人区    |
| ------ | -------- | -------- | -------- | ---------- | ------ | -------- | ---------- | -------- | -------- |
| 北海道 | 板谷順助 | 堀末治   | 千葉信   | 加賀操     | 東京都 | 桜内辰郎 | 吉川末次郎 | 島清     | 黒川武雄 |
| 北海道 | 若木勝蔵 | 木下源吾 | 町村敬貴 | 小林米三郎 | 東京都 | 帆足計   | 深川タマヱ | 西川昌夫 | 遠山丙市 |

| 愛知県 | 竹中七郎   | 山田佐一   | 山内卓郎 | 大阪府 | 岩木哲夫 | 森下政一 | 中井光次 |
| 愛知県 | 佐伯卯四郎 | 草葉隆円   | 栗山良夫 | 大阪府 | 左藤義詮 | 大屋晋三 | 村尾重雄 |
| 兵庫県 | 原口忠次郎 | 八木幸吉   | 藤森真治 | 福岡県 | 野田俊作 | 波多野鼎 | 橋上保   |
| 兵庫県 | 赤木正雄   | 田口政五郎 | 小畑哲夫 | 福岡県 | 浜田寅蔵 | 島田千寿 | 団伊能   |

| 4人区    | 4人区        | 4人区      | 4人区  | 4人区        | 4人区      | 4人区    | 4人区        | 4人区      |
| -------- | ------------ | ---------- | ------ | ------------ | ---------- | -------- | ------------ | ---------- |
| 福島県   | 松平恒雄     | 油井賢太郎 | 茨城県 | 結城安次     | 柴田政次   | 栃木県   | 大島定吉     | 岩崎正三郎 |
| 福島県   | 橋本萬右衛門 | 田中利勝   | 茨城県 | 大畠農夫雄   | 池田恒雄   | 栃木県   | 殿岡利助     | 植竹春彦   |
| 群馬県   | 竹腰徳蔵     | 梅津錦一   | 埼玉県 | 小林英三     | 平沼弥太郎 | 千葉県   | 小野哲       | 山崎恒     |
| 群馬県   | 木檜三四郎   | 鈴木順一   | 埼玉県 | 天田勝正     | 石川一衛   | 千葉県   | 玉屋喜章     | 浅井一郎   |
| 神奈川県 | 三木治朗     | 小串清一   | 新潟県 | 田村文吉     | 下条恭兵   | 長野県   | 羽生三七     | 木内四郎   |
| 神奈川県 | 鈴木憲一     | 大隅憲二   | 新潟県 | 北村一男     | 藤田芳雄   | 長野県   | 米倉龍也     | 木下盛雄   |
| 静岡県   | 森田豊寿     | 川上嘉市   | 京都府 | 波多野林一   | 蟹江邦彦   | 岡山県   | 島村軍次     | 黒田英雄   |
| 静岡県   | 河井弥八     | 平岡市三   | 京都府 | 大野木秀次郎 | 奥主一郎   | 岡山県   | 太田敏兄     | 板野勝次   |
| 広島県   | 佐々木鹿蔵   | 山下義信   | 熊本県 | 田方進       | 堀内到     | 鹿児島県 | 中馬猪之吉   | 西郷吉之助 |
| 広島県   | 山田節男     | 岩本月洲   | 熊本県 | 谷口弥三郎   | 深水六郎   | 鹿児島県 | 上野喜左衛門 | 島津忠彦   |

| 2人区  | 2人区      | 2人区  | 2人区        | 2人区  | 2人区      | 2人区    | 2人区        | 2人区  | 2人区        |
| ------ | ---------- | ------ | ------------ | ------ | ---------- | -------- | ------------ | ------ | ------------ |
| 青森県 | 佐藤尚武   | 岩手県 | 出淵勝次     | 宮城県 | 斎武雄     | 秋田県   | 鈴木安孝     | 山形県 | 小杉繁安     |
| 青森県 | 平野善治郎 | 岩手県 | 千田正       | 宮城県 | 高橋啓     | 秋田県   | 石川準吉     | 山形県 | 尾形六郎兵衛 |
| 山梨県 | 小宮山常吉 | 富山県 | 石坂豊一     | 石川県 | 林屋亀次郎 | 福井県   | 池田七郎兵衛 | 岐阜県 | 伊藤修       |
| 山梨県 | 平野成子   | 富山県 | 小川久義     | 石川県 | 中川幸平   | 福井県   | 松下松治郎   | 岐阜県 | 渡辺甚吉     |
| 三重県 | 九鬼紋十郎 | 滋賀県 | 村上義一     | 奈良県 | 駒井藤平   | 和歌山県 | 徳川頼貞     | 鳥取県 | 門田定蔵     |
| 三重県 | 阿竹斎次郎 | 滋賀県 | 猪飼清六     | 奈良県 | 服部教一   | 和歌山県 | 玉置吉之丞   | 鳥取県 | 田中信義     |
| 島根県 | 伊達源一郎 | 山口県 | 栗栖赳夫     | 徳島県 | 赤沢与仁   | 香川県   | 三好始       | 愛媛県 | 久松定武     |
| 島根県 | 宇都宮登   | 山口県 | 姫井伊介     | 徳島県 | 岸野牧夫   | 香川県   | 加藤常太郎   | 愛媛県 | 中平常太郎   |
| 高知県 | 西山亀七   | 佐賀県 | 深川栄左エ門 | 長崎県 | 藤野繁雄   | 大分県   | 岩男仁蔵     | 宮崎県 | 竹下豊次     |
| 高知県 | 入交太蔵   | 佐賀県 | 今泉政喜     | 長崎県 | 清水武夫   | 大分県   | 一松政二     | 宮崎県 | 椎井康雄     |

#### 補欠当選
| 年                   | 月日  | 選挙区   | 当選者       | 所属党派   | 欠員         | 所属党派   | 欠員事由       |
| -------------------- | ----- | -------- | ------------ | ---------- | ------------ | ---------- | -------------- |
| 1947                 | 8.1   | 滋賀県   | 西川甚五郎   | 日本自由党 | 猪飼清六     | 緑風会     | 1947.7.2辞職   |
| 1947                 | 8.15  | 栃木県   | 岡田喜久治   | 日本民主党 | 殿岡利助     | 日本民主党 | 1947.7.2辞職   |
| 1947                 | 8.15  | 群馬県   | 境野清雄     | 日本民主党 | 竹腰徳蔵     | 日本民主党 | 1947失職       |
| 1947                 | 8.15  | 徳島県   | 紅露みつ     | 日本民主党 | 岸野牧夫     | 緑風会     | 1947.7.2辞職   |
| 1947                 | 8.15  | 鹿児島県 | 前之園喜一郎 | 日本民主党 | 中馬猪之吉   | 緑風会     | 1947.6.28辞職  |
| 1947                 | 8.15  | 鹿児島県 | 岡元義人     | 無所属     | 上野喜左衛門 | 緑風会     | 1947.7.4辞職   |
| 1947                 | 10.7  | 岩手県   | 川村松助     | 日本自由党 | 出淵勝次     | 緑風会     | 1947.8.19死去  |
| 1948                 | 1.11  | 長崎県   | 門屋盛一     | 日本民主党 | 清水武夫     | 日本社会党 | 1947.11.22死去 |
| 1948                 | 2.5   | 長野県   | 池田宇右衛門 | 日本自由党 | 木下盛雄     | 日本自由党 | 1947.12.18死去 |
| 1948                 | 2.15  | 熊本県   | 城義臣       | 日本自由党 | 堀内到       | 日本社会党 | 1947.12.21死去 |
| 1948                 | 6.18  | 奈良県   | 藤枝昭信     | 日本社会党 | 服部教一     | 無所属     | 1948.5.8失職   |
| 1949                 | 6.3   | 兵庫県   | 横尾龍       | 民主自由党 | 八木幸吉     | 無所属     | 1947.5.27失職  |
| 1949                 | 12.24 | 福島県   | 石原幹市郎   | 民主自由党 | 松平恆雄     | 緑風会     | 1949.11.14死去 |
| 1950                 | 1.12  | 兵庫県   | 岡崎真一     | 民主自由党 | 原口忠次郎   | 日本社会党 | 1949.11.29辞職 |
| 1950                 | 1.17  | 福岡県   | 吉田法晴     | 日本社会党 | 橋上保       | 日本民主党 | 1949.11.26死去 |
| 1950                 | 11.3  | 茨城県   | 宮田重文     | 自由党     | 柴田政次     | 自由党     | 1950.9.15死去  |
| 1950                 | 12.20 | 広島県   | 楠瀬常猪     | 自由党     | 佐々木鹿蔵   | 自由党     | 1950.11.2死去  |
| 1951                 | 4.21  | 愛媛県   | 玉柳実       | 無所属     | 久松定武     | 緑風会     | 1951.3.31辞職  |
| 1951                 | 5.16  | 大阪府   | 中山福蔵     | 緑風会     | 中井光次     | 国民民主党 | 1951.3.31辞職  |
| 1951                 | 5.16  | 大阪府   | 溝淵春次     | 自由党     | 森下政一     | 右派社会党 | 1951.3.31辞職  |
| 1952                 | 10.20 | 熊本県   | 松野鶴平     | 自由党     | 田方進       | 自由党     | 1952.9.2辞職   |
| 出典：戦後の補欠選挙 |       |          |              |            |              |            |                |

### 全国区当選者
日本自由党   日本社会党   日本民主党   国民協同党   日本共産党   諸派   無所属 
※ 1－50位が当選（任期6年）、51－100位が補欠当選（任期3年）
| 1-10   | 星一     | 柳川宗左衛門 | 早川愼一   | 松本治一郎 | 高橋龍太郎 | 田中耕太郎 | 梅原真隆   | 佐々木良作 | 山本勇造     | 尾崎行輝   |
| 11-20  | 堀越儀郎 | 柏木庫治     | 伊藤保平   | 西園寺公一 | 岡部常     | 膳桂之助   | 西田天香   | 赤松常子   | 岩間正男     | 徳川宗敬   |
| 21-30  | 和田博雄 | 鈴木清一     | 広瀬与兵衛 | 宮城タマヨ | 大野幸一   | 楠見義男   | 東浦庄治   | 奥むめお   | 原虎一       | 高瀬荘太郎 |
| 31-40  | 木下辰雄 | 金子洋文     | 青山正一   | 高良とみ   | 河崎ナツ   | 岡田宗司   | 木内キヤウ | 大隈信幸   | 慶松勝左衛門 | 稲垣平太郎 |
| 41-50  | 水橋藤作 | 高田寛       | 兼岩傳一   | 中村正雄   | 鈴木直人   | 荒井八郎   | 岡村文四郎 | 鬼丸義斎   | 井上なつゑ   | 小泉秀吉   |
| 51-60  | 岡本愛祐 | 川上嘉       | 中山寿彦   | 中川以良   | 丹羽五郎   | 羽仁五郎   | 寺尾豊     | 下條康麿   | 河野正夫     | 佐々弘雄   |
| 61-70  | 重宗雄三 | 宿谷栄一     | 市來乙彦   | 安部定     | 大西十寸男 | 藤井新一   | 水久保甚作 | 鎌田逸郎   | 中野重治     | 安達良助   |
| 71-80  | 堀真琴   | 松野喜内     | 木村禧八郎 | 寺尾博     | 穂積真六郎 | 矢野酉雄   | 藤井丙午   | 飯田精太郎 | 小川友三     | 小野光洋   |
| 81-90  | 塚本重蔵 | 松井道夫     | 吉松喬     | 星野芳樹   | 北条秀一   | 三島通陽   | 小林勝馬   | 中西功     | 来馬琢道     | 新谷寅三郎 |
| 91-100 | 松嶋喜作 | 内村清次     | 大山安     | 浅岡信夫   | 江熊哲翁   | 松村真一郎 | 伊東隆治   | 細川嘉六   | 小杉イ子     | 仲子隆     |

- 16位の膳桂之助の当選辞退で、51位の岡本愛祐は繰上となり、任期が3年から6年と変更された。

#### 繰上当選
| 年   | 月日 | 当選者   | 所属党派 | 欠員         | 所属党派   | 欠員事由      |
| ---- | ---- | -------- | -------- | ------------ | ---------- | ------------- |
| 1947 | 4    | 国井淳一 | 無所属   | 膳桂之助     | 無所属     | 当選辞退      |
| 1947 | -    | （欠員） | （欠員） | 慶松勝左衛門 | 日本自由党 | 1947.7.15失職 |
| 1950 | -    | （欠員） | （欠員） | 荒井八郎     | 民主自由党 | 1950.1.11死去 |

- 国井の任期は3年。

## 選挙後

### 国会
第1回特別国会
会期：1947年（昭和22年）5月20日 - 12月9日
- 参議院議長選挙

第1回投票（投票総数：221票　過半数：111票）
松平恒雄（緑風会）　：99票
櫻内辰郎（民主党）　：79票
黒田英雄（自由党）　：39票
松本治一郎（社会党）：02票
佐藤尚武（緑風会）　：01票
尾崎行輝（緑風会）　：01票
決選投票（投票総数：223票　過半数：112票）
松平恒雄（緑風会）　：128票
櫻内辰郎（民主党）　：095票
- 参議院副議長選挙（投票総数：228票　過半数：115票）

松本治一郎（社会党）：127票
黒田英雄（自由党）　：089票
櫻内辰郎（民主党）　：003票
尾崎行輝（緑風会）　：002票
佐藤尚武（緑風会）　：002票
田中耕太郎（緑風会）：001票
梅原眞隆（緑風会）　：001票
野田俊作（緑風会）　：001票
西園寺公一（無所属）：001票
和田博雄（緑風会）　：001票
- 首班指名選挙（投票総数：207票　過半数：104票）

片山哲（社会党）　　：205票
幣原喜重郎（民主党）：001票
尾崎行雄（無所属）　：001票
第6臨時国会
会期：1949年（昭和24年）10月25日 - 12月3日
- 参議院議長選挙（投票総数：187票　過半数：94票）[10]

佐藤尚武（緑風会）：138票
波多野鼎（社民党）：047票
小川友三（無所属）：001票
白票　　　　　　　：001票